# Upper Belgrave Street
Upper Belgrave Street est une rue du quartier londonien de Belgravia.

## Situation et accès
Longue de 200 mètres, elle commence à Belgrave Square et finit à Eaton Square.
Les stations de métro les plus proches sont Sloane Square, desservie par les lignes Circle et District, et Victoria, où circulent les trains des lignes Circle, District et Victoria du métro de Londres.

## Historique
L’aménagement du quartier débute en 1825. 

## Origine du nom
La famille Grosvenor, propriétaire du quartier, lui a donné le nom d’un domaine lui appartenant dans le Leicestershire, Belgrave.

## Bâtiments remarquables et lieux de mémoire

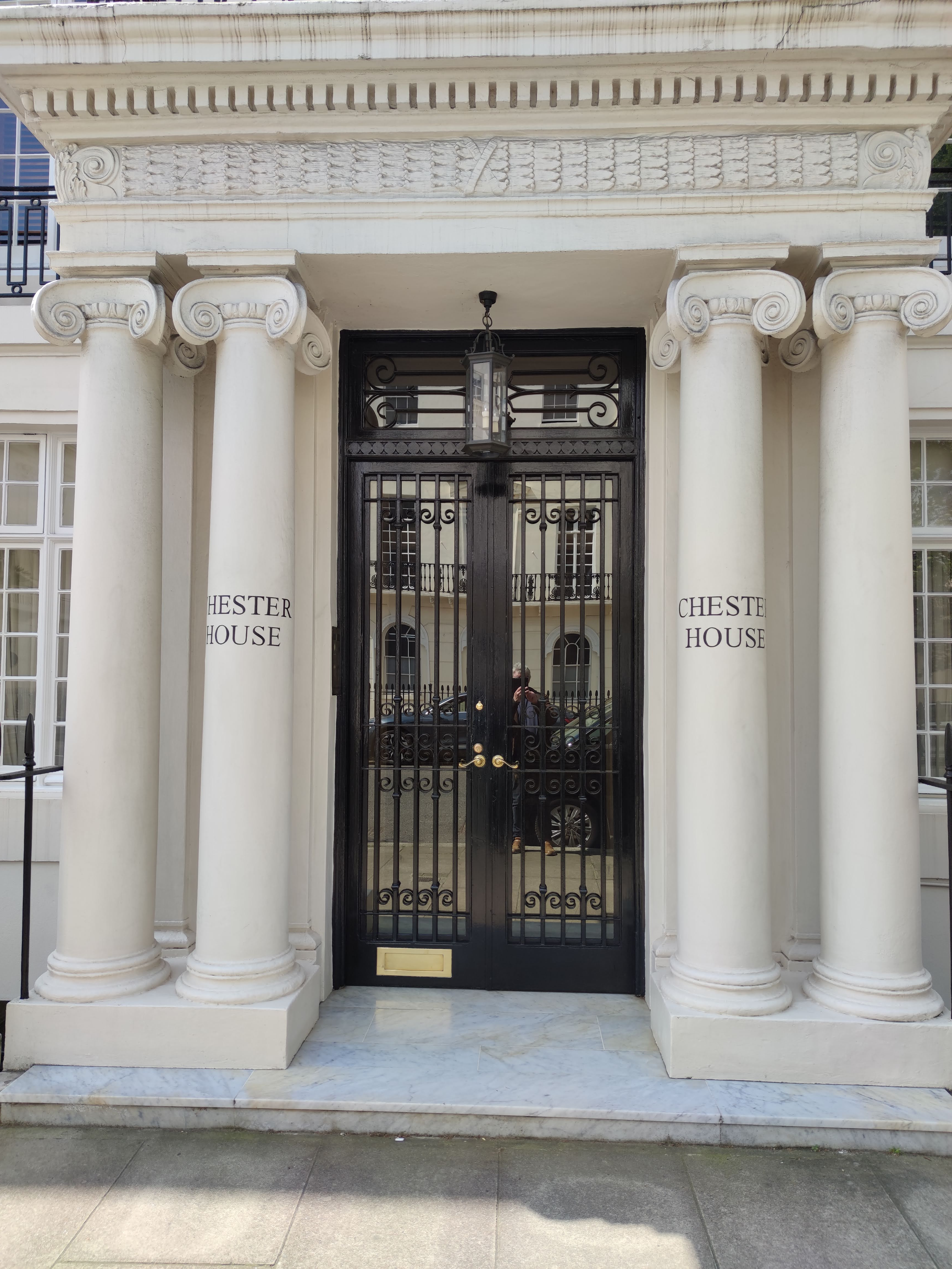
Entrée de Chester House.

- Chester House ; bâtiment construit en 1911 par les architectes F. W. Foster, Robert Atkinson et G. L. Alexander ; extension ajoutée en 1993-1995[2].
- Nos 1 et 2 : bâtiment classé de Grade II*[3].
- No 2 : ambassade de Côte-d’Ivoire[4].
- Nos 12 et 13 : bâtiment classé de Grade II*[5].